# San Salvador del Valledor
San Salvador del Valledor (en eonaviego, San Salvador) es una parroquia y aldea del concejo asturiano de Allande, en España.
Limita al norte con la parroquia rural de San Martín del Valledor, al este con Cangas del Narcea, al sur con Ibias y Cangas del Narcea de nuevo y al oeste con Negueira de Muñiz en la provincia de Lugo. En sus 39,46 km² habitan un total de 52 personas (INE, 2020) repartidas entre 6 de las 8 poblaciones que forman la parroquia.

## Poblaciones
Según el nomenclátor de 2023, la parroquia estaba formada por:
- Barras (casería)
- Bustarel (casería)
- Collada (Colada, casería)
- Fonteta (lugar)
- San Salvador (lugar)
- Trabaces (casería)
- Villalaín (Vilalaín, lugar)
- Villanueva (Vilanova, aldea)

## Fiestas
- 13 de junio: San Antonio en Villalaín.
- 6 de agosto: El Salvador en San Salvador del Valledor.
- 16 de agosto: San Roque en Fonteta.
- Primer sábado de enero: Os Reises del Valledor en Villalaín, Fonteta y San Salvador del Valledor.